# Henrique Tenreiro
Henrique Ernesto Serra dos Santos Tenreiro (Figueiró da Serra, 18 de dezembro de 1901 — Rio de Janeiro, 22 de março de 1994), mais conhecido por almirante Henrique Tenreiro, foi um militar da Armada Portuguesa, onde atingiu o posto de contra-almirante, que se distinguiu como dirigente da Junta Central das Casas de Pescadores, onde era delegado do Governo junto dos organismos das pescas.

## Biografia
É uma das figuras mais relevantes e controversas do regime do Estado Novo, como apoiante. Após a Revolução dos Cravos, e depois de um complexo processo de investigação a alegadas irregularidades financeiras, de que resultou ilibado, exilou-se no Brasil, onde faleceu.

## Condecorações[1]
- Oficial da Ordem Militar de Avis (10 de abril de 1940)
- Comendador da Ordem Militar de Cristo (2 de junho de 1944)
- Comendador da Ordem Militar de Avis (25 de setembro de 1945)
- Grande-Oficial da Ordem de Benemerência (18 de março de 1946)
- Comendador da Ordem da Instrução Pública (10 de março de 1947)
- Grande-Oficial da Ordem Militar de Avis (31 de março de 1960)
- Grã-Cruz da Ordem do Infante D. Henrique (24 de março de 1962)
- Grande-Oficial da Ordem Militar de Cristo (16 de fevereiro de 1967)
- Grã-Cruz da Ordem Militar de Avis (2 de setembro de 1968)
- Grã-Cruz da Ordem de Benemerência (14 de janeiro de 1972)